# Ворстерманс, Исмо
Исмо Ворстерманс (нидерл. Ismo Vorstermans; родился 30 марта 1991 года, Алмере, провинция Флеволанд) — нидерландский футболист, игравший на позиции центрального защитника. Дебютировал на профессиональном уровне в составе «Утрехта», позже играл в аренде за ВВВ-Венло. В августе 2013 года стал игроком «Дордрехта», но после одного проведённого матча решил завершить со спортом. В 2014 году возобновил карьеру в клубе «Спакенбюрг».

## Клубная карьера
Исмо Ворстерманс начинал футбольную карьеру в юношеской команде клуба «Де Зварте Схапен», затем играл за «Омниворлд» и «Аякс». В 2008 году Ворстерманс перешёл в «Утрехт» и стал выступать за молодёжный состав клуба.
В первой команде «Утрехта» Исмо дебютировал 23 сентября 2009 года в матче Кубка Нидерландов против «Гронингена», завершившимся поражением «Утрехта» со счётом 2:4; Ворстерманс вышел на игру с первых минут и был заменён лишь в конце матча.
19 сентября 2010 года Исмо дебютировал в Эредивизи в матче с «Венло», выйдя на замену во втором тайме. 23 января 2011 года, в матче с «Аяксом», он забил свой первый гол в карьере, который помог его команде одержать победу. Спустя тур, Ворстерманс вновь отметился голом, но на этот раз он помог своей команде избежать гостевого поражения от «Виллема II». В своём первом полноценном сезоне Исмо провёл 10 матчей и забил 2 гола в чемпионате Нидерландов, а также сыграл в двух матчах Лиги Европы УЕФА (с албанской «Тираной» и румынским «Стяуа»).
Первую игру в сезоне 2011/12 Исмо против 20 августа в гостях против «Витесса», а первый гол забил в матче с «Эксельсиором», 11 сентября. В январе 2012 года Востерманс на правах аренды перешёл в клуб «ВВВ-Венло», после чего отправился вместе с новой командой на тренировочный сбор в Турцию. Команды договорились об аренде игрока до конца сезона. В июне 2012 года пресс-служба «Утрехта» объявила, что следующий сезон Исмо вновь проведёт в аренде в Венло.

## Статистика выступлений
| Клуб             | Сезон            | Чемпионат | Чемпионат | Кубок | Кубок | Еврокубки | Еврокубки | Прочие | Прочие | Итого | Итого |
| Клуб             | Сезон            | Игры      | Голы      | Игры  | Голы  | Игры      | Голы      | Игры   | Голы   | Игры  | Голы  |
| ---------------- | ---------------- | --------- | --------- | ----- | ----- | --------- | --------- | ------ | ------ | ----- | ----- |
| Утрехт           | 2009/10          | 0         | 0         | 1     | 0     |           |           |        |        | 1     | 0     |
| Утрехт           | 2010/11          | 10        | 2         | 0     | 0     | 2         | 0         |        |        | 12    | 2     |
| Утрехт           | 2011/12          | 7         | 1         | 0     | 0     |           |           |        |        | 7     | 1     |
| Утрехт           | Итого            | 17        | 3         | 1     | 0     | 2         | 0         |        |        | 20    | 3     |
| → ВВВ-Венло      | 2011/12          | 16        | 1         | 0     | 0     |           |           | 4      | 1      | 20    | 2     |
| → ВВВ-Венло      | 2012/13          | 10        | 1         | 0     | 0     |           |           |        |        | 10    | 1     |
| → ВВВ-Венло      | Итого            | 26        | 2         | 0     | 0     |           |           | 4      | 1      | 30    | 3     |
| Дордрехт         | 2013/14          | 1         | 1         | 0     | 0     |           |           |        |        | 1     | 1     |
| Дордрехт         | Итого            | 1         | 1         | 0     | 0     |           |           |        |        | 1     | 1     |
| Спакенбюрг       | 2014/15          | 13        | 1         | 0     | 0     |           |           |        |        | 13    | 1     |
| Спакенбюрг       | 2015/16          | 24        | 1         | 2     | 0     |           |           |        |        | 26    | 1     |
| Спакенбюрг       | 2016/17          | 14        | 2         | 2     | 0     |           |           |        |        | 16    | 2     |
| Спакенбюрг       | Итого            | 51        | 4         | 4     | 0     |           |           |        |        | 55    | 4     |
| Всего за карьеру | Всего за карьеру | 95        | 10        | 5     | 0     | 2         | 0         | 4      | 1      | 106   | 11    |